# Christian Lous Lange
Christian Lous Lange (n. 17 septembrie 1869, Comuna Stavanger, Suedia-Norvegia – d. 11 decembrie 1938, Oslo, Norvegia) a fost un istoric, profesor și politolog norvegian. A fost unul dintre cei mai de seamă exponenți ai teoriei și practicii internaționalismului.

## Biografie
S-a născut la Stavanger; tatăl său a fost inginer militar. A absolvit liceul în 1887 și a plecat în călătorii, studiind istoria, limba engleză și limba franceză la Universitatea din Oslo, de unde a primit diploma de candidatus philologiæ în 1893. A predat mulți ani în gimnazii și licee, după care s-a întors la Universitatea din Oslo pentru a-și obține doctoratul.
În 1899 a avut primul său rol oficial în cadrul mișcării internaționaliste când a fost numit secretar al comisiei de organizare a conferinței de la Oslo a Uniunii Inter-Parlamentare, o organizație dedicată încurajării discuțiilor dintre parlamentari din diferite țări. În anul următor, a fost făcut secretar al Comitetului Nobel al Parlamentului Norvegian și, deși a renunțat la acest post în 1909, avea să joace un rol-cheie în perioada incipientă a Institutului Norvegian Nobel. În această perioadă a fost delegat tehnic al Norvegiei la a doua conferință de pace de la Haga.
Lange s-a alăturat din nou Uniunii Inter-Parlamentare în 1909, când a fost numit secretar general al organizației, post pe care l-a ocupat până în 1933. Ca secretar general, a supervizat mutarea Uniunii la Bruxelles, a ținut-o în viață la Oslo în vremurile grele ale Primului Război Mondial, după care a mutat-o din nou la Geneva după război. A rămas activ în numeroase alte organizații, acționând ca delegat al Norvegiei la Liga Națiunilor de la înființarea sa și până în 1938, scriind rapoarte și lucrând drept corespondent pentru Carnegie Endowment for International Peace, și participând la Organizația Centrală pentru Pace Durabilă înființată de Țările de Jos. S-a apelat adesea la el în special pentru expertiza sa în arbitraj și control al armamentelor.
Susținerea sa intelectuală a internaționalismului a fost demonstrată prin primul dintr-o serie de trei volume de tratate de istorie (Histoire de l'internationalisme). Lucrarea, publicată în 1919, a contribuit la pregătirea ideologică a înființării Ligii Națiunilor. Pentru aceasta și pentru alte activități, Lange a primit, împreună cu Hjalmar Branting, Premiul Nobel pentru Pace în 1921.
Lange a murit la 69 de ani, la o zi după a 17-a aniversare a primirii Premiului Nobel. A fost tatăl lui Carl Viggo Manthey Lange,  Halvard Lange și Christian August Manthey Lange.